# Warren G. Magnuson Health Sciences Building
Das Warren G. Magnuson Health Sciences Center ist Teil der University of Washington in Seattle, Bundesstaat Washington im Nordwesten der USA und mit einer Gesamtfläche von 533.000 Quadratmetern das größte einzelne Universitätsgebäude der Welt.
Obwohl das Gebäude aus mehr als 20 Flügeln besteht, die über mehr als 50 Jahre hinweg gebaut wurden, sind die Innenflure vollständig miteinander verbunden.

## Benutzung
Flügel mit Doppelbuchstaben (AA, BB, NN, SP usw.) beherbergen ein Lehrkrankenhaus, das University of Washington Medical Center. Die mit einem einzelnen Buchstaben bezeichneten Flügel (A, B, T usw.) beherbergen eine Vielzahl von gesundheitsbezogenen akademischen Disziplinen, darunter die University of Washington School of Dentistry, die University of Washington School of Medicine, die University of Washington School of Pharmacy, die University of Washington School of Public Health und die University of Washington School of Nursing. Das Gebäude bietet alles von Verwaltungsbüros über Wetlabs bis hin zu Hörsälen.

## Geschichte
Mit dem Bau des ursprünglichen Gebäudes für Gesundheitswissenschaften wurde 1947 auf dem ehemaligen Golfplatz der Universität südlich der Pacific Street entlang der Portage Bay begonnen. Es bestand aus acht Flügeln mit den Bezeichnungen A bis G, die mit Skulpturen von Dudley Pratt ausgestattet waren, und wurde vom Architekturbüro Naramore, Bain, Brady, Johanson, McCellan & Jones (später NBBJ) entworfen. Auf einer Gedenktafel in der Lobby des ursprünglichen C-Flügels ist vermerkt, dass das Gebäude „etwa 3.000.000 Quadratfuß Platz“ hatte. Die ursprüngliche architektonische Gestaltung ist jedoch weitgehend durch spätere Anbauten verdeckt, insbesondere durch den brutalistischen T-Flügel entlang der Pacific Street.
Die größte einzelne Erweiterung des Gebäudes war das Universitätskrankenhaus im Jahr 1959 (zuvor war das Harborview Medical Center das einzige Lehrkrankenhaus der University of Washington School of Medicine) Der höchste Flügel des Komplexes ist der 17-stöckige Aagaard Tower (BB-Flügel).
Das Gebäude ist nach dem US-Senator Warren G. Magnuson benannt, der 1929 seinen Abschluss an der University of Washington machte.